# Westelijke Zhou-dynastie
De Westelijke Zhou-dynastie (Xizhou) is de naam die in de Chinese historiografie aan het eerste gedeelte van de Zhou-dynastie wordt gegeven. De periode wordt voorafgegaan door de Shang-dynastie en loopt van de stichting van de Zhou-dynastie in de elfde eeuw v.Chr. tot aan de verplaatsing van de hoofdstad van Hao (鎬, nabij Xian) naar het oostelijker gelegen Luoyang in 771 v.Chr. Vanwege de relatieve ligging van beide hoofdsteden wordt het eerste gedeelte Westelijke Zhou en het tweede gedeelte Oostelijke Zhou genoemd. Deze periode wordt in de traditionele geschiedschrijving beschouwd als het voorbeeld bij uitstek met betrekking tot bestuur en inrichting van de maatschappij.

## Ontstaan

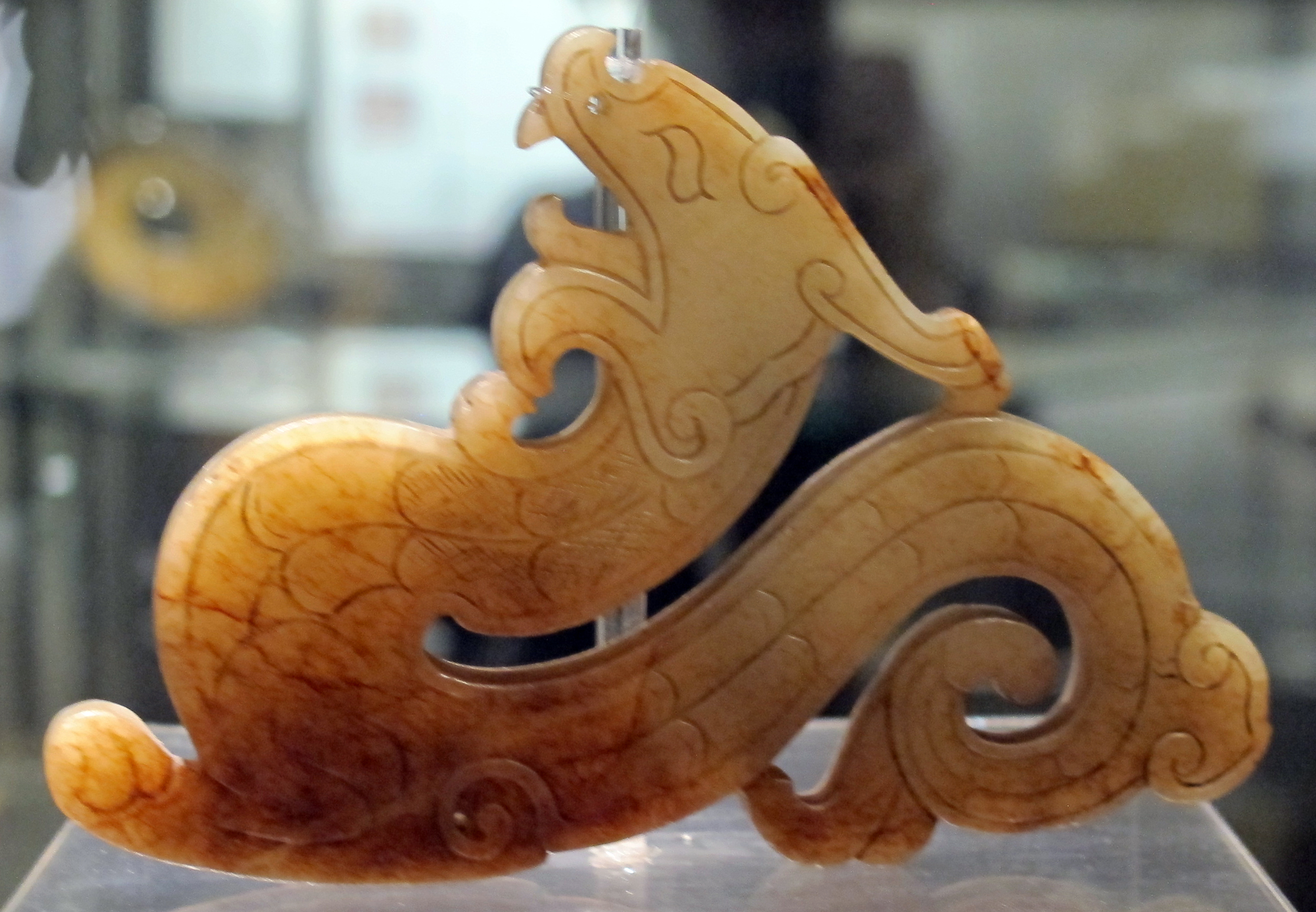
Decoratieve draak

De Zhou was oorspronkelijk de naam van een stam die aan de rivier Wei He leefde. Hun eerste voorouder, Qi, werd vereerd als de god van landbouw. De kleinzoon van Qi, Gongliu, stichtte een nederzetting in Bin, een gebied in huidige provincie Shaanxi. Hij zorgde voor de verdere ontwikkeling van de landbouw en veeteelt. Onder dreiging van de stammen Di en Rong verplaatste een nazaat van Giongliu, Gugong Tanfu, in de 12e eeuw v.Chr. de Zhou-stam naar de voet van de berg Qi (eveneens in het huidige Shaanxi). Daar bouwde de Zhou-stam steden en legden zij voor het eerste contact met de Shang-dynastie. Gugong Tanfu kreeg de titel ‘Grote Koning’ toebedeeld. Zijn zoon en opvolger koning Ji Li versterkte de vriendschappelijke banden met de Shang-dynastie, maar werd desondanks door de Shang-koning vermoord. De opvolgers van Ji Li, successievelijk koning Wen en koning Wu, hadden daarom een veel vijandigere houding jegens de Shang-dynastie. Koning Wu versloeg uiteindelijk bij Muye de Shang-koning, die zelfmoord pleegde door zich in brand te steken, en stichtte in 1046 v.Chr. de Zhou-dynastie. Een kortstondige opstand tegen Wu’s zoon en opvolger, koning Cheng werd neergeslagen door Cheng's oom en regent, de hertog van Zhou, die een belangrijke rol speelde bij de consolidering van de Zhou-dynastie. Zijn militaire overwinningen breidde het gebied van de Zhou-dynastie uit naar het oosten, rond de gebieden stroomafwaarts de Gele Rivier en de Huai He. De stad Luoyi (thans Luoyang in de Chinese provincie Henan) werd gekozen als oostelijke hoofdstad, waarnaar tegenstanders (veelal aanhangers van Shang-dynastie) werden verbannen en in de gaten gehouden.

## Inrichting
De Westelijke Zhou-dynastie werd geregeerd door een slavenhoudende adelstand die leendomeinen beheerden die zij te danken hadden aan hun al dan niet familiare relatie met de Zhou-koning. Na de koning waren de leenmannen het machtigst, maar ook zij moesten binnen hun leendomein de macht delen met diverse adellijke families en clans. De belangrijkste leendomeinen waren Jin, Wei en Yan, ten noorden van de Gele Rivier en Xu, Cai, Chen, Song, Cao, Lu, Qi en Wu ten zuiden daarvan. De leendomeinen Qin en Zheng werden later gevestigd. In veroverde gebieden stelden de Zhou veelal familieleden aan die met behulp van een leger en fortificaties het gebied controleerden en bestuurden. Als dit niet mogelijk was werden lokale adellijke families als Zhou-vertegenwoordiger aangewezen. De Zhou-koning vertrouwde niet geheel op zijn leenmannen. Hij beschikte over een centrale administratie en koninklijk leger. Legers bestonden voornamelijk uit strijdwagens.
Omdat de adellijke families binnen hun leendomein aanzienlijke macht konden behouden, waren zij weinig opstandig en dienden zij als steunpilaar voor de Zhou-koning. Er was sprake van een patriarchale samenleving. De oudste zoon uit een adellijke familie was erfopvolger van zijn vader, maar de jongere zoons kregen ook een gebied toegewezen en konden daar een familielijn stichten op basis van dezelfde uitgangspunten. Deze jongere zoons werden “dafu” (groot officier) ten diensten van hun leenheer (veelal de oudste zoon). Daarnaast werd er tussen adellijke families (waaronder de koninklijke familie) getrouwd, waardoor de onderlinge banden werden verstevigd. Dit werd aangemoedigd omdat het trouwen binnen dezelfde familienaam niet was toegestaan.
Na de koning waren zijn ministers het machtigst. Er was een eerste minister (“taishi”), een minister voor civiele en territoriale aangelegenheden (“situ”), een minister voor militaire aangelegenheden (“sima”), een minister voor bouw (“sikong”) en een minister van justitie (“sikou”). Ook ministerposten konden van vader op zoon worden overgedragen. De sociale hiërarchie werd gewaarborgd met strengen wetten, waarvan naleving gepaard ging met allerlei rituelen. Hierdoor hadden die wetten een zekere sacraliteit.

## Het hoogtepunt van de Zhou-dynastie
De regeerperiode van de opvolgers van koning Cheng, de koningen Kang, Zhao en Mu, tussen 1020-922 v.Chr., was het hoogtepunt van de macht van de Zhou-dynastie. Een dergelijke macht zouden de Zhou-koningen daarna niet meer verkrijgen. Er was sprake van politieke stabiliteit en voorspoed, wat het koninkrijk in staat stelde om ook omringende volkeren zijn macht op te leggen.
Rondom het Zhou-rijk waren diverse niet-Chinese volkeren die op macht van de Zhou wisten te weerstaan. De belangrijkste onder hen waren de Yi in het gebied van de hedendaagse provincie shangdong, de Man in het gebied van de rivier Yangzi Jiang en de Rong. Met name de Man waren al vrij ontwikkeld en hadden koninkrijkjes ontwikkeld zoals Chu, Wu en Yue.

## Economie en samenleving

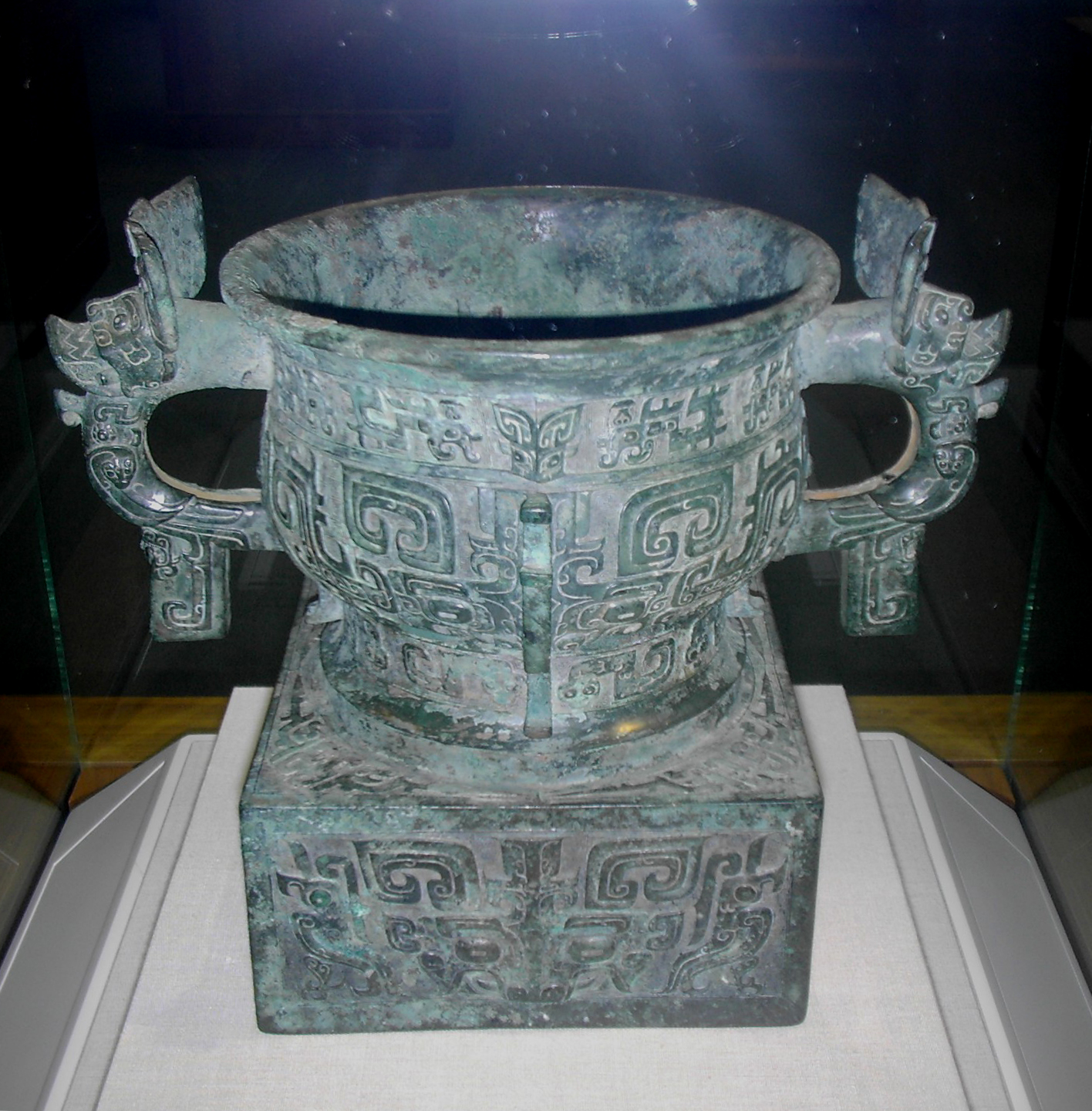
Bronzen bak voor graan

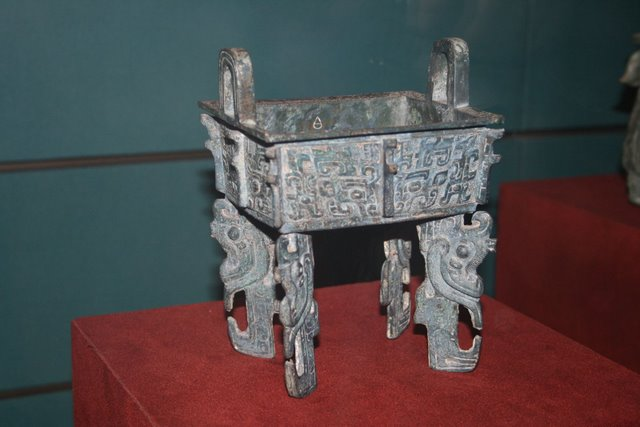
Bronzen bak

Naast de adel bestond de Zhou-samenleving uit stedelingen (“guo ren”), boeren (“ye ren”) en slaven. De eerst groep genoot de meeste vrijheden. Slaven speelden een essentiële rol in de economische ontwikkeling, zodat zonder meer van een “slavenmaatschappij” kan worden gesproken. De meeste slaven waren gevangengenomen vijanden en hun slaven, die als bezit werden overgenomen. Bekend is dat bij het verslaan van de stam Gui Fang, naast het buitmaken van vee, paarden en wagens, 13.081 mannen in slavernij werden gebracht. Ook “guo ren” en “ye ren” konden bij het begaan van een misdrijf al dan niet tijdelijk tot slavernij worden veroordeeld. Slaven werd door families als gewoon bezit gehouden. In sommige gevallen werden slaven levend begraven met overleden leden van de slaven houdende familie.
De Zhou-samenleving was ook een agrarische maatschappij. De adel bezat uiteindelijk al het land waaruit “ye ren” een slaven een maximale oogst moesten halen. Een boer kreeg een bepaald oppervlakte land in bruikleen toegewezen: 100 mu van het beste land en 50 mu braakland, dan wel 100 mu land van middelkwaliteit en 100 mu braakland, dan wel 100 mu slecht land en 200 mu braakland (1 mu=614.4 m²). Acht stukken land hadden een negende stuk land gemeenschappelijk. Hiervan de moest de opbrengst aan de adellijke leenheer worden afgestaan. Dit systeem wordt ook wel als “jingtian” aangeduid. Boeren woonden bij elkaar in nederzettingen die “yi” of “ye” werden genoemd en als belangrijke eenheid voor economische en sociale organisatie dienden. De landbouw verschilde niet veel van die van de Shang-dynastie, maar enige verbeteringen waren toch zichtbaar door betere samenwerking, een betere methode voor braaklegging van land en een grotere diversificatie in landbouwproducten.
Ambachten ontwikkelden zich verder, mede door inzet van ambachtslieden die tijdens de strijd met de Shang-dynastie gevangen waren genomen. Bronsgieten was een zeer belangrijk ambacht, vooral voor het vervaardigen van strijdwagens. Naarmate het aantal nederzettingen groeide, werd ook het ambacht van bouwvakker belangrijker. De ambachtslieden werden gecontroleerd door hun adellijke heer. Van een vrije markt was geen sprake. De economie was voornamelijk gebaseerd op ruilhandel.

## Het verval van de Westelijke Zhou-dynastie
Na de dood van koning raakte het rijk onder de opvolgende koningen Gong, Yi, Xiao, Yi en Li, die tussen 922-841 v.Chr. regeerden, in verval. De tegenstelling tussen het volk en het koningshuis nam zodanig toe dat onder koning Li een volksopstand uitbrak die bijna het einde van dynastie had betekend. In 841 namen de hertogen Zhou en Zhao het regentschap over kroonprins Jing, die later als koning Xuan de troon zou bestijgen, over van koning Li, die gevlucht was voor de onlusten. Hun heerschappij wordt de “gonghe” genoemd. De ”gonghe” en de regeerperiode van koning Xuan bracht enige verbetering, maar onvoldoende om het verval tegen te gaan.

## Geestelijk leven
De Westelijke Zhou-dynastie is de eerste dynastie waarvan teksten zijn overgeleverd. De belangrijkste teksten zijn terug te vinden in het confucianistische "Boek der Documenten" en beschrijven de overwinning van de Zhou op de Shang-dynastie. Verder zijn er inscripties in brons teruggevonden die met name de weldaden en gunsten van de Zhou-koningen beschrijven.
Op religieus en cultureel gebied maakte de Chinese samenleving belangrijke veranderingen door. De praktijk om mensen te offeren bij begrafenissen nam af. Het voorspellen van de toekomst gebeurde niet meer op basis van orakelbotten, maar op basis van het systeem zoals dat in het confucianistische "Boek der Veranderingen" uiteen zou worden gezet.
Er werd algemeen aangenomen dat het koningschap aan de Zhou was verleend door de hoogste godheid, op grond van een hemels mandaat. Dit gold ook Shang-koningen, maar de goddelijke gunst werd hun ontnomen omdat ze hun plicht hadden verzaakt. De godheid was dus niet persoonlijk verbonden met de Zhou-dynastie. Deze benadering is wezenlijk anders dan die van de Shang-dynastie, waarbij men er nog van uitging dat de koninklijke familie zelf een goddelijke oorsprong had. De godheid van de Zhou was dus rationeler in die zin dat hij zich niet laat leiden door de belangen van de koning, maar beoordeelt of de koning zijn functie wel goed uitoefent. Die functie bestond in het bewerkstelligen dat de sociale orde een goede reflectie zou zijn van de hemelse orde. Hierom kon de koning als intermediair worden gezien tussen hemel en aarde. De koning was daarom als enige gerechtigd offers aan de hemel te maken. Leenmannen maakten offers aan de direct boven hen staande leenheer. De koning stond in de hiërarchie van leenheren bovenaan de piramide.
De bronzen potten voor religieuze rituelen werden geleidelijk anders gedecoreerd dan die van de Shang-dynastie. In plaats van dierenmaskers ("taotie") werden er meer vogel- en ornamentale motieven gebruikt. Ook werden er teksten op aangebracht. Gedichten die tijdens de rituelen werden gezongen, zijn terug te vinden in het confucianistische Boek der Liederen.

## Het einde van de dynastie
Koning You, de opvolger van koning Xuan was een egoïstische en wrede heerser die zijn eigen vrouw, koningin Shen, en zoon verstootte voor een concubine, Bao Si. Markies Shen, vader van de verstote koningin, ging met de Zhou-staten Lü en Zeng en een Rong-stam een verbond aan dat de koning versloeg en doodde. Resultaat was dat de Zhou-heersers in 771 v.Chr. controle verloren over de hoofdstad Hao. De troonopvolger, koning Ping, verplaatste de hoofdstad daarom naar de meer oostelijke stad Luoyi. Hiermee vangt de Oostelijke Zhou-dynastie aan, die wordt gekenmerkt door een zeer verzwakt koningschap en een continue strijd tussen Zhou-staten die de opperheerschappij van Zhou-koning in afnemende mate erkenden.